# Wolfsburg (hrad)

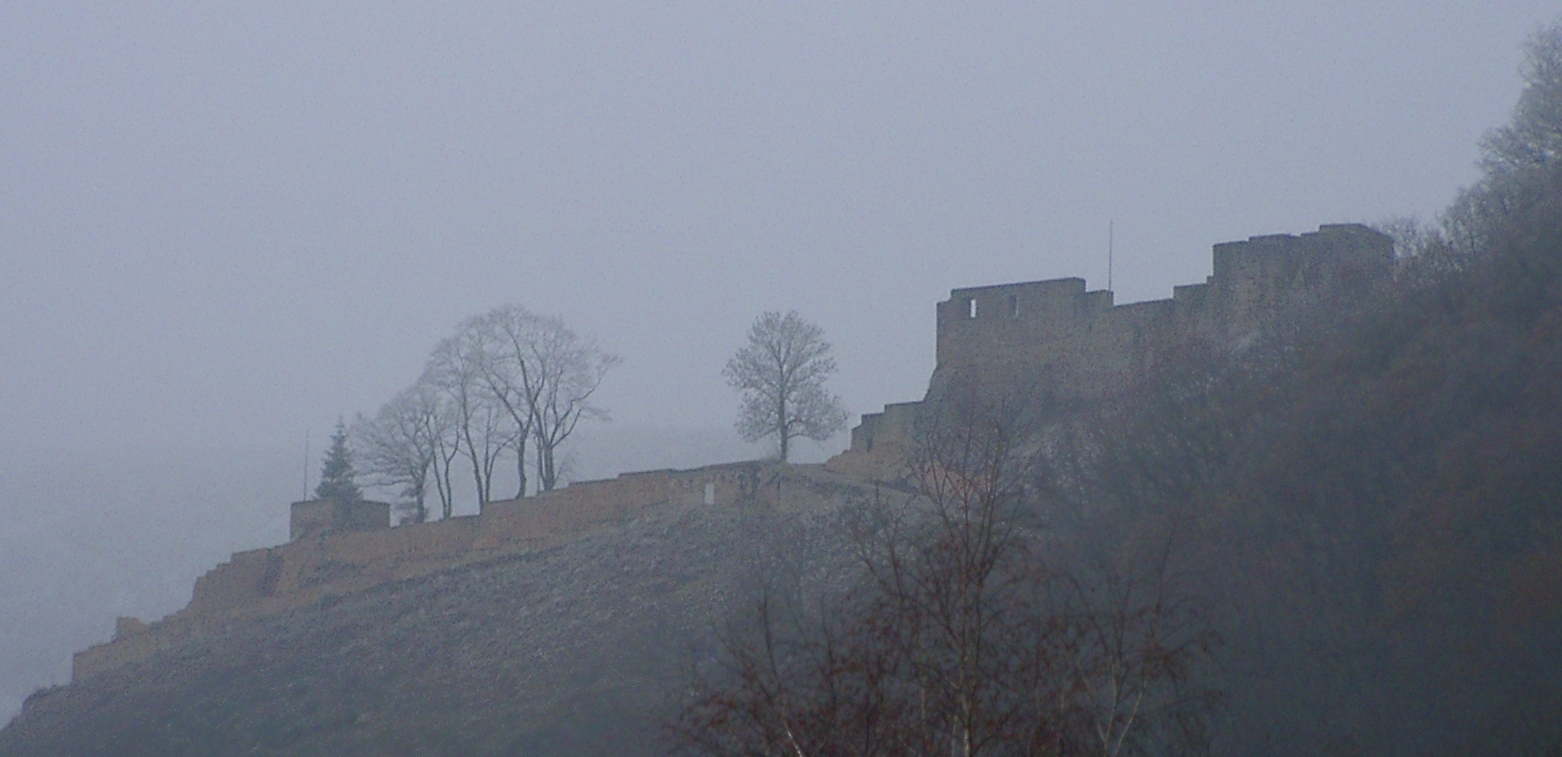
Zřícenina hradu Wolfsburg

Wolfsburg je zřícenina německého hradu ležící u západního vstupu do města Neustadt an der Weinstraße na skalním výběžku ve výšce 130 metrů nad údolím potoka Speyerbach. Byl postaven k ochraně důležité cesty do Kaiserslauternu na počátku 13. století bavorským vévodou Ludvíkem I.